# لويس فرخان محمد
لويس فرقان محمد (بالإنجليزية: Louis Eugene Walcott) ولد لويس يوجين والكوت في 11 أيار -مايو 1933 في حي برونكس في نيويورك، هو زعيم التنظيم السياسي والديني أمة الإسلام (NOI) منذ عام 1981. اشتهر بتنظيم مسيرة المليون شخص في واشنطن العاصمة عام 1995. وكان يعرف سابقًا باسم لويس إكس وقد وصف مركز قانون الحاجة الجنوبي «منظمة أمة الإسلام» بأنها مجموعة قومية سوداء، وتنادي بتفوق العرق الأسود. شغل في السابق منصب إمام المساجد في بوسطن وهارلم وتم تعيينه ممثلاً وطنياً لجماعة أمة الإسلام من قبل زعيم أمة الإسلام السابق إلايجا محمد.
بعد أن قام وارث الدين محمد بإعادة تنظيم أمة الإسلام لتكون ضمن التيار العريض للإسلام السني، الجمعية الأمريكية للمسلمين، بدأ فرقان في إعادة بناء أمة الإسلام باعتبارها «الدعوة الخاتمة». في عام 1981 اعتمد رسميا اسم «أمة الإسلام»، وأحيا المجموعة في مسجد مريم حيث جعل مقرها الرئيسي.
وصف فرخان بأنه معاد للسامية من قبل رابطة مكافحة التشهير وغيرها من المنظمات، واتهمت جماعة أمة الإسلام بأنها تنشر تدينًا يعادي البيض. كما اعتبرت بعض ملاحظاته ضد مثليي الجنس. وقد اعترض فرخان على هذه التوصيفات.
قلص فرخان من نشاطه مع أمة الإسلام في عام 2007 بسبب مشاكل صحية. لكنه استمر في إلقاء الخطب  والتحدث في مناسبات منظمة أمة الإسلام. في عام 2015 ترأس الذكرى العشرين لمسيرة المليون: العدالة وإلا.

## الطفولة
ولد لويس فرخان (لويس يوجين والكوت) وترعرع في حي روكسبري في بوسطن، ماساشوستس. هاجرت والدته من سانت كيتس ونيفيس في العام 1920، والده من أصل جامايكي، كان سائق سيارة أجرة في نيويورك لم يتمكن من تعليم ابنه. تلقى في صغره تدريب على الكمان. في سن السادسة تمكن من الحصول على كمانه الأول، وفي سن 13 عاما عزف في الأوركسترا بجامعة بوسطن وعزف أيضًا في البوسطن-سيفيك-سيفوني. وبعد مرور عام، تمكن لويس من الفوز بمسابقات وطنية، كما فاز بمسابقة تلفزيونية ذائعة الصيت في تلك الحقبة حيث كان أول صاحب بشرة سوداء يتقدم إلى هذا البرنامج ويربحه.
تابع تعليمه الثانوي في مدينة بوسطن وحصل على الشهادة الثانوية، ومن ثم انتسب إلى الجامعة لمدة سنتين من ثم أوقف الدراسة ليتجه نحو حياة الفن.

## التحول للإسلام
قام لويس بتسجيل العديد من الألبومات تحت عنوان 'The Charmer'. وفي عام 1955 وبينما كان يقدم عرضاً في مدينة بوسطن تعرف إلى بعض المسلمين وكوّن معهم صداقات، تأثر لويس بالدين الإسلامي وكان من أشد المعجبين بمالكوم إكس، فدخل في الإسلام متأثرًا به وأصبح لويس إكس بعمر يناهز الإثنى وعشرين عامًا، وكان والكوت وزوجته بيتسي قد تمت دعوتهما إلى خطاب إلايجا محمد في يوم المنقذ لأمة الإسلام ولم يكن والكوت قد سمع عن إلايجا محمد من قبل بل كان يظن نتيجة الشهرة الإعلامية لمالكوم إكس مثل الكثيرين خارج أمة الإسلام أن مالكولم إكس كان قائد أمة الإسلام. ترك مالكوم إكس في العام 1964 منظمة أمة الإسلام لتبدأ المشاكل بين الاثنين وتستمر حتى مقتل مالكولم إكس 21 شباط 1965.
استوفى والكوت في عام 1955 متطلبات مسلم مسجل/مؤمن مسجل/عامل مسجل. قام بحفظ وتلاوة حرفية للأسئلة والأجوبة العشرة المطلوبة لالتحاق الطلاب بأمة الإسلام. ثم كتب رسالة المخلص التي يجب إرسالها إلى مقر أمة الإسلام في شيكاغو. ويجب نسخ خطاب المنقذ حرفيًا بخط يد مطابق لخط مؤسس أمة الإسلام، والاس فرد محمد. ثم بعد مراجعة رسالة المخلص، تمت الموافقة عليه في مقر أمة الإسلام في شيكاغو في يوليو 1955، وتلقى والكوت خطاب الموافقة من أمة الإسلام يعترف بعضويته الرسمية كرجل مسلم مسجل/مؤمن مسجل/عامل مسجل في أمة الإسلام. ونتيجة لذلك تلقى إشارة إكس "X" وتعتبر علامة "X" عنصرًا نائبًا لمكان اسم العائلة استخدامت للإشارة إلى أن الأسماء العائلية الأفريقية الأصلية لأعضاء أمة الإسلام قد فقدت. وأقروا بأن الألقاب الأوروبية كانت اسمًا للعبيد، تم تعيينها من قِبل مالكي العبيد لتمييز ملكيتهم. استخدم أعضاء أمة الإسلام إكس "X" أثناء انتظار أسمائهم الإسلامية، والتي تلقاها بعض أعضاء أمة الإسلام في وقت لاحق في من تحويلهم. وبالتالي أصبح لويس والكوت اسمه لويس إكس ثم استبدل إلايجا محمد "X" بـ "الاسم المقدس" فرخان "فرقان"، وهو الاسم العربي الذي يعني معيار تمييز الحق والباطل. وقد ترك أغاني كاليبسو، ولكنه سجل مع ذلك أغنيتين باسم لويس إكس، وانتقد العنصرية في ألبوم جنة الرجل الأبيض هي جحيم الرجل الأسود" وصدر في بوسطن عنوان مسلم يغني عام 1960.
في الصيف الذي أعقب اعتناق فرخان، صرح إلايجا محمد أن على جميع الموسيقيين في أمة الإسلام أن يختاروا بين الموسيقى وأمة الإسلام. لم يلتزم لويس إكس فورًا إلا بعد إجراء مناسبة أخيرة في نيفيل، وهو منتجع يهودي في كاتسكيلز.
بعد تسعة أشهر من كونه مسلماً مسجلاً في أمة الإسلام وعضوًا في معبد محمد للإسلام في بوسطن، حيث كان مالكولم إكس هو الداعية، أصبح المغني السابق في كاليبسو الذي أصبح مسلماً مساعداً لداعيته. في النهاية أصبح الداعية الرسمي بعد أن قام إلايجبا محمد بنقل مالكولم إكس إلى معبد محمد الإسلامي رقم 7 في شارع ويست 116 في هارلم، مدينة نيويورك. استمر لويس إكس في تلقي التوجيه من قبل مالكولم إكس، حتى اغتيال الأخير في عام 1965. في اليوم الذي أغتيل فيه مالكولم إكس في هارلم، كان فرخان في نيوجيرسي - نيويورك بالتناوب، على بعد 45 دقيقة من المكان الذي اغتيل فيه مالكولم إكس. وبعد وفاة مالكولم إكس عين إلايجبا محمد بتعيين فرخان في منصبين بارزين كان يشغلهما مالكولم قبل طرده من أمة الإسلام. أصبح فرخان هو الناطق الرسمي والممثل الوطني لأمة الإسلام وعين إمامًا لمسجد هارلم المؤثر (المعبد)، حيث خدم حتى عام 1975.
ألقى فاراخان العديد من البيانات النارية حول مالكوم إكس، مما ساهم في ما كان يسمى «مناخ التشويه».  أدين ثلاثة رجال من مسجد نيويورك الجديد، وهم توماس هاجان ومحمد عبد العزيز (المعروف أيضًا باسم نورمان 3 إكس بتلر) وكليل إسلام (المعروف أيضًا باسم توماس 15x جونسون)، بالقتل وقضوا عقوبات بالسجن. واعترف هاجان فقط بدوره.

## انظر ايضًا
- حركة أمة الإسلام
- البلاليون
- وارث الدين محمد
- والاس فرد محمد

## روابط خارجية
- لويس فرخان محمد على موقع IMDb (الإنجليزية)
- لويس فرخان محمد على موقع الموسوعة البريطانية (الإنجليزية)
- لويس فرخان محمد على موقع مونزينجر (الألمانية)
- لويس فرخان محمد على موقع ميوزك برينز (الإنجليزية)
- لويس فرخان محمد على موقع ميوزك برينز (الإنجليزية)
- لويس فرخان محمد على موقع ميوزك برينز (الإنجليزية)
- لويس فرخان محمد على موقع إن إن دي بي (الإنجليزية)
- لويس فرخان محمد على موقع ديسكوغز (الإنجليزية)
- لويس فرخان محمد على موقع قاعدة بيانات الفيلم (الإنجليزية)